# Castello di Hagi
Il castello di Hagi (萩城, Hagi-jō) è un castello giapponese situato nell'omonima città della prefettura di Yamaguchi.

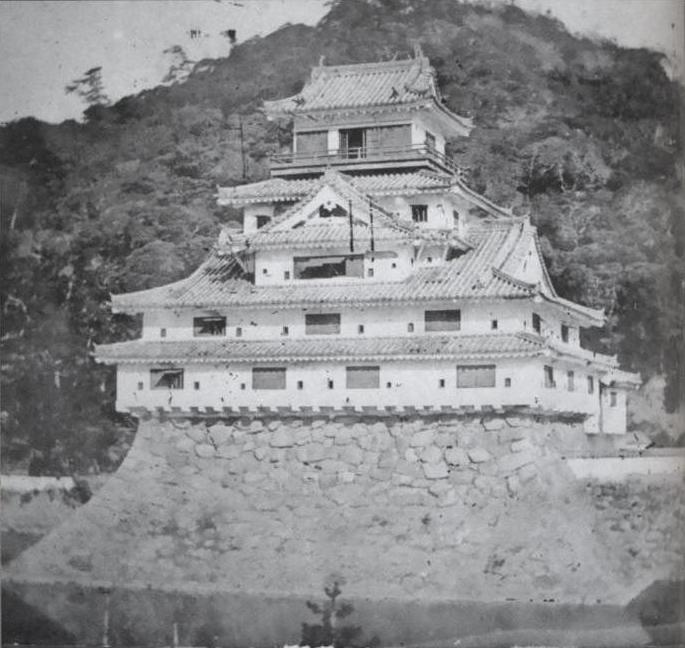
Foto del castello

Il castello di Hagi è un sito storico nazionale. È stato inserito nella lista dei patrimoni dell'UNESCO il 5 luglio 2015 come parte dei siti della rivoluzione industriale giapponese Meiji: ferro e acciaio, costruzioni navali e miniere di carbone.